# Kathrin Vogler
Kathrin Vogler (Munique, 29 de setembro de 1963) é uma política alemã. Nascida em München, Baviera, ela representa a esquerda. Kathrin Vogler serviu como membro do Bundestag do estado da Renânia do Norte-Vestfália desde 2009.

## Vida
Ela tornou-se membro do Bundestag após as eleições federais alemãs de 2009. É membro da Comissão de Relações Externas.